# Саз (Каркаралінський район)
Саз (каз. Саз) — село у складі Каркаралінського району Карагандинської області Казахстану. Входить до складу Кайнарбулацького сільського округу.
Населення — 66 осіб (2021; 158 у 2009, 257 у 1999, 256 у 1989).
Національний склад станом на 1989 рік:
- казахи — 100 %.

У радянські часи село називалось також Кайнарбулак.